# Fernando Gilabert
Fernando Gilabert Lorenzo es un músico español, miembro fundador de la banda de tangos Malevaje y de Los Coyotes. Es un reconocido contrabajista y compositor.

## Biografía
En la época de La Movida madrileña fue guitarrista y miembro fundador de la banda rockabilly Los Coyotes, junto a Víctor Coyote y Ramón Peña. Poco después (1984), y simultáneamente, fundó el grupo Malevaje junto al batería Edi Clavo, Ramón Godes y el cantante Antonio Bartrina, con el que todavía toca en la banda actualmente, junto al bandeonista argentino Fernando Giardini.
Actualmente compagina su labor de contrabajista en Malevaje con su trabajo como restaurador arqueológico en la ciudad de Soria.

## Discografía

### Malevaje[7]
- Tangos (1985)
- Margot (1986)
- ¡Arriba los corazonesǃ (1987)
- Un momentito (1988)
- Inchilimonchi (1989)
- Envido (1991)
- Va cayendo gente al baile (1993)
- Con su permiso, Don Carlos (1996)
- Plaza Mayor (1998)
- Vuelvo al barrio (2001)
- 20 aniversarioː ¿ Qué veinte años no es nada? (2004)
- No me quieras tanto (quiéreme mejor) (2008)
- 30 años de tangos (2017)
- Vino Amargo (2019)

### Los Coyotes[8]
- Mujer y sentimiento (1985)
- Las calientes noches del barrio (1987)
- De color de rosa (1988)
- Las calientes noches del barrio (1988)